# Benjamin Samuel Bolomey
Benjamin Samuel Bolomey, né le 19 mai 1739 à Lausanne (Suisse) et mort le 19 décembre 1819 dans la même ville, est un peintre, pastelliste, dessinateur et graveur vaudois.

## Biographie
Originaire de Lutry, protestant, il est le fils de François Louis Bolomey, hôtelier, et de Pernette Mercier.
Entre 1752 et 1760, Benjamin Samuel Bolomey s'initie à la peinture et au dessin à Paris. Il désire devenir peintre d'histoire et fréquente à la fin des années 1750 le cercle des élèves de François Boucher. Contrairement à la plupart des artistes de la future Suisse romande séduits par la peinture historique qui tentent leur chance en France ou en Italie, il se rend vers 1763 à La Haye où l'un de ses oncles est commerçant. Il y suit les cours de la Confrérie Pictura dès 1763 et obtient sa maîtrise l'année suivante. Il épouse en 1767 Elisabeth Véronique Gosse, dont il se séparera vers 1789,.
Bolomey trouve de nombreux clients dans la bourgeoisie marchande et les cercles intellectuels. Sa réputation grandit et il devient le portraitiste officiel de la cour de Guillaume V d'Orange-Nassau et réalise ainsi de nombreux tableaux, principalement des portraits, qui se trouvent de nos jours dans des musées néerlandais. Il devient régent de l'académie de peinture de La Haye en 1771, puis hoofdman en 1777 avant d'y obtenir le poste de directeur en 1782,.
En 1788, il se rend à Londres pour s’initier à la manière noire et à l’aquatinte avant de retourner en Hollande. Il rentre à Lausanne en 1791. Républicain, proche des jacobins genevois, il milite en faveur de l’indépendance du Pays de Vaud. Il exécute le portrait de Napoléon Bonaparte en 1797 lors du passage de ce dernier à Lausanne. Lors de la Révolution vaudoise, en janvier 1798, il est membre du Comité de réunion puis, en février, des Amis de la Liberté. L'année de la naissance du canton de Vaud, en 1803, il devient député au Grand Conseil vaudois et y reste jusqu'en 1807,.

## Technique
Lorsque Bolomey arrive en Hollande, sa technique de la peinture à l'huile est encore maladroite, mais il maîtrise déjà parfaitement le portrait aux trois crayons et le pastel. Après s'être essayé, sans grand succès, à la peinture allégorique, il décide de se consacrer au portrait dans lequel il montre des talents d’observateur des physionomies et une technique pointue. Certaines de ses œuvres montrent un penchant pour un naturalisme bienveillant, caractéristique particulièrement visible dans les portraits au crayon (le plus souvent rehaussés à l’aquarelle et à la gouache) de ses amis patriotes vaudois.

## Postérité
Après sa mort sont retrouvés chez lui 500 copies au crayon de portraits qu'il a exécutés en Hollande et en Suisse, dont un certain nombre est réuni dans le Livre vert. Conservé au Musée de l'Elysée de Lausanne, l'Album Fraisse, lui, réunit 28 portraits de patriotes vaudois dessinés par Bolomey. Plusieurs de ses œuvres font partie des collections du musée d'Amsterdam, du Rijksmuseum Amsterdam, de l'Academie voor beeldende Kunsten de La Haye, du musée d'Art de La Haye, du musée historique de Lausanne et du Musée cantonal des beaux-arts de Lausanne.

## Œuvres choisies

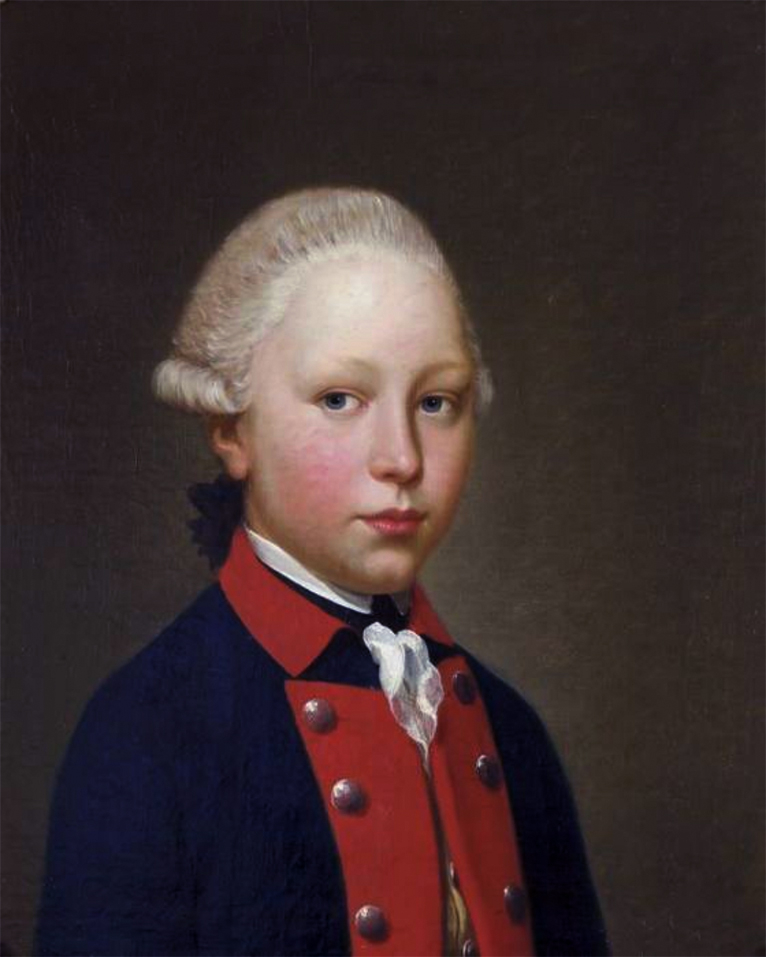
Portrait de Dirk van Hogendorp enfant.
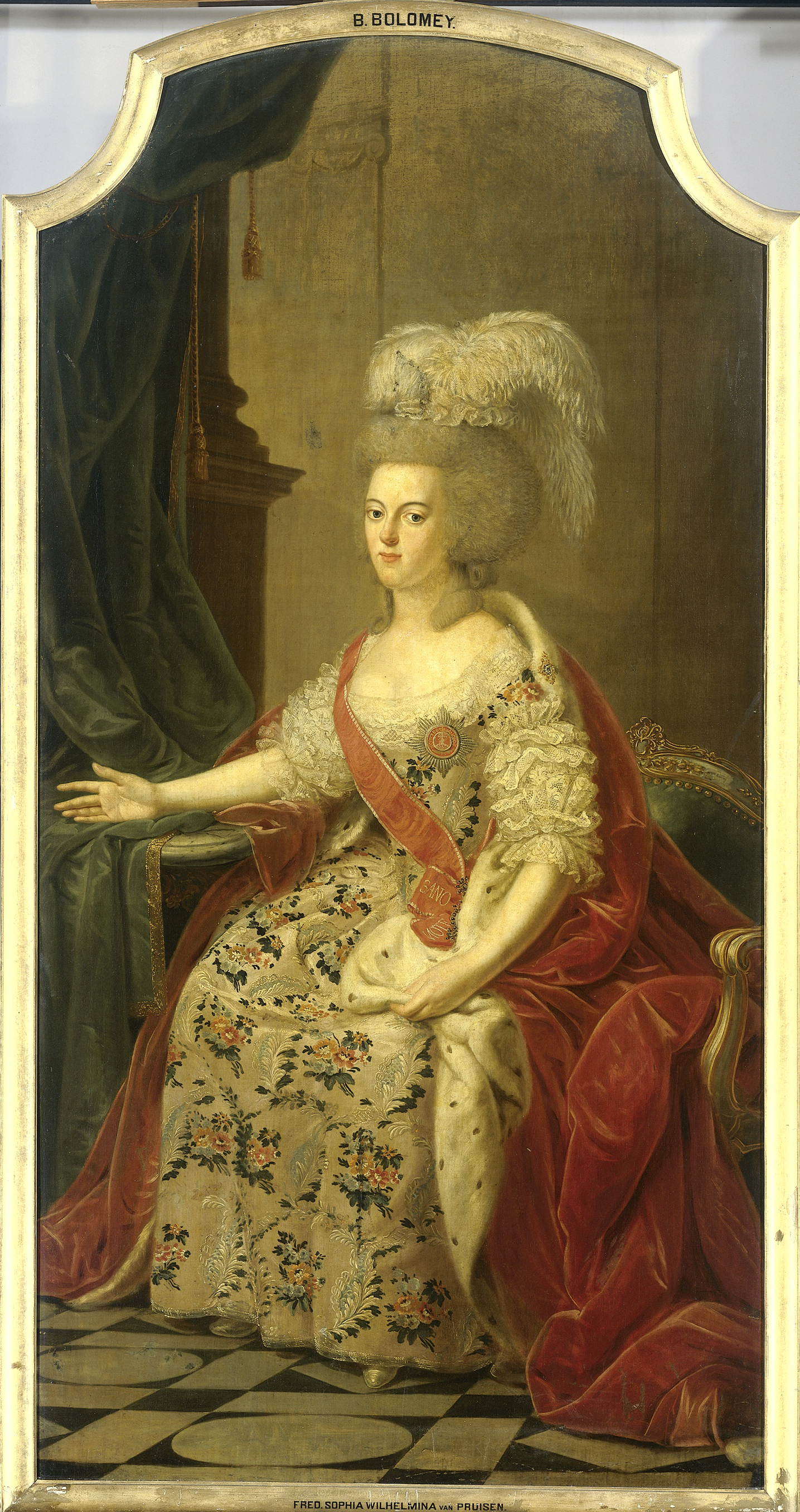
Portrait de Wilhelmine de Prusse.
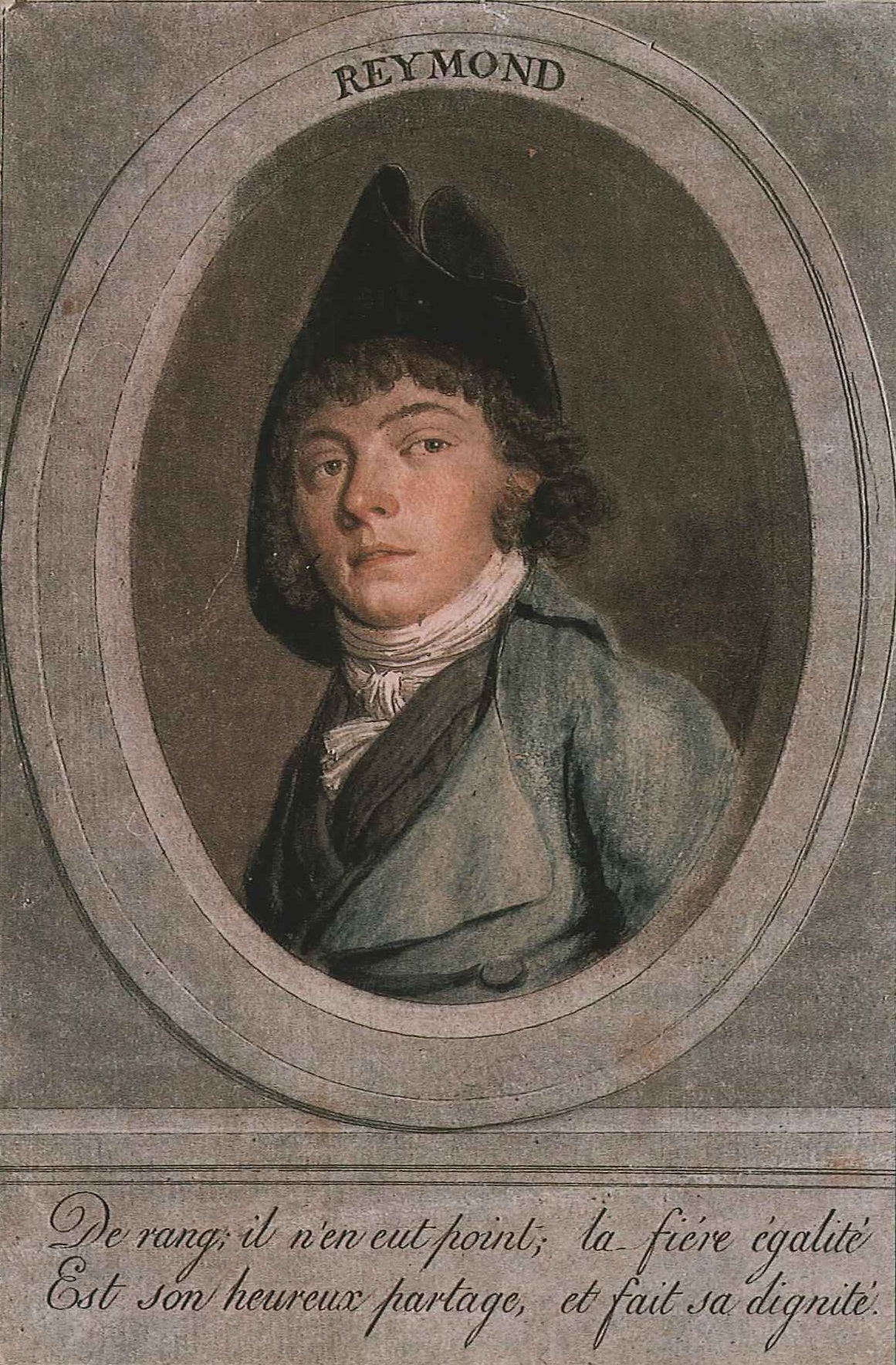
Portrait de Louis Reymond, chef des Bourla-Papey.
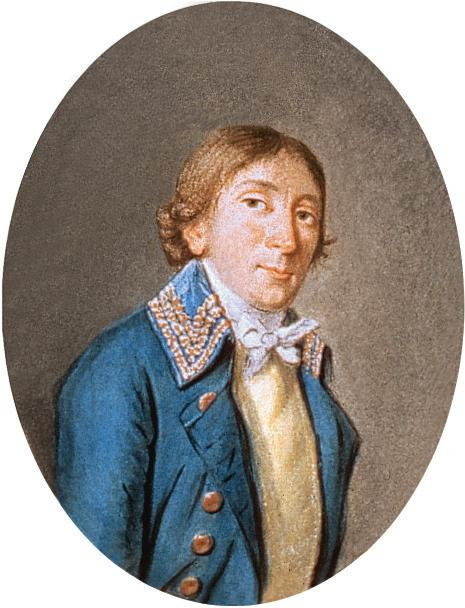
Portrait d'Auguste Pidou, patriote vaudois.
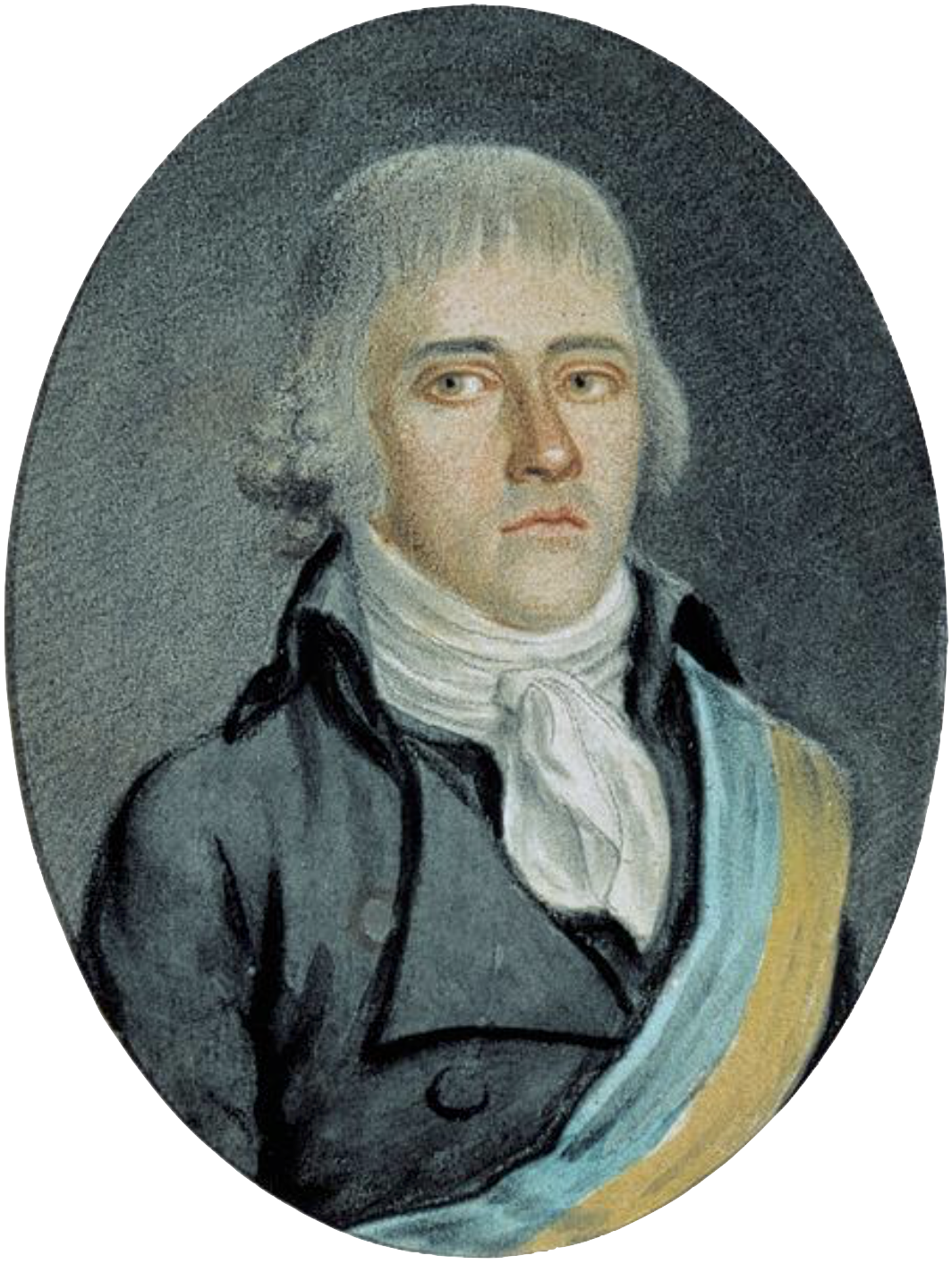
Portrait de Pierre-Elie Bergier, patriote vaudois.

## Hommages

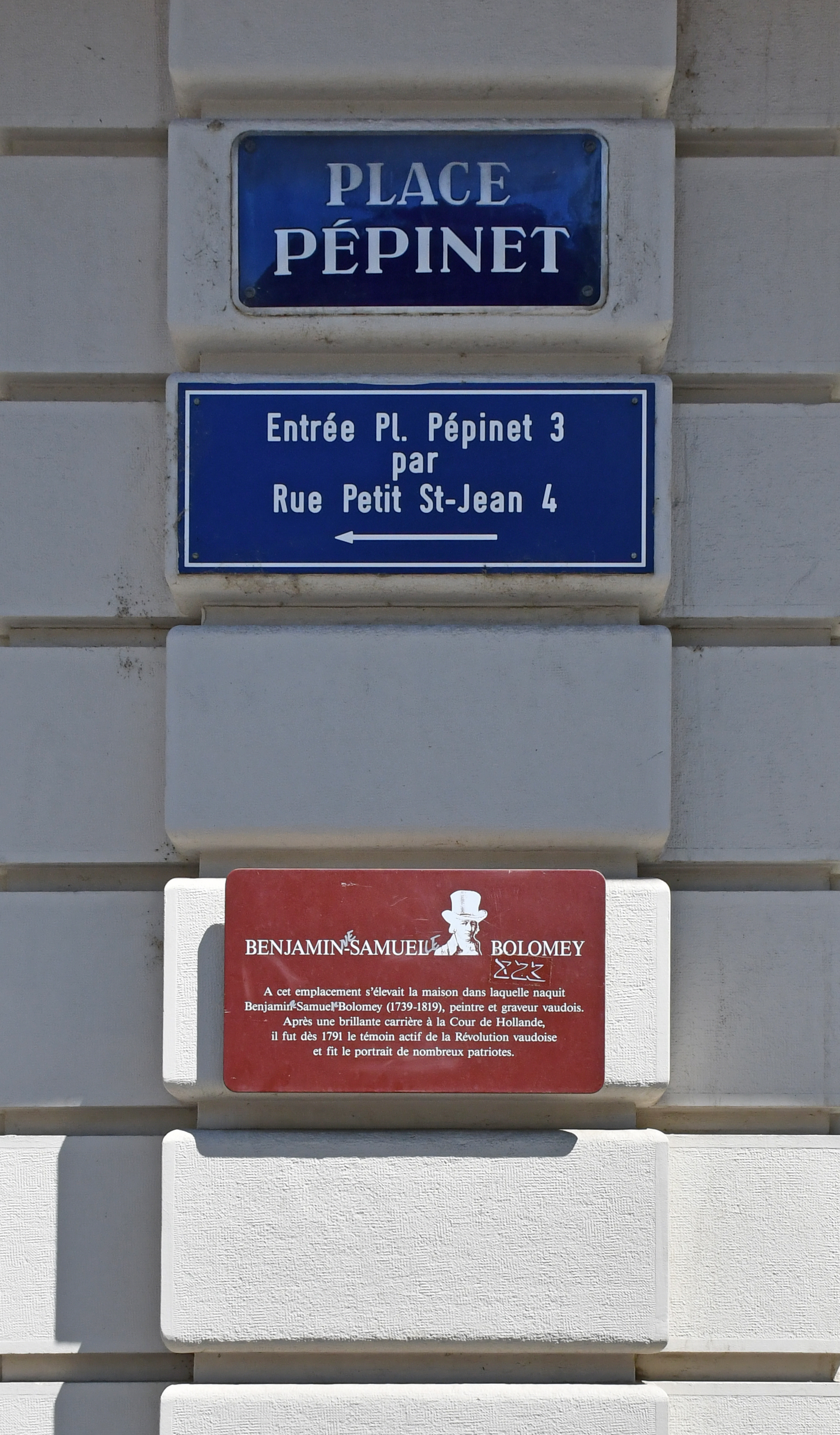
Plaque en hommage à Benjamin Samuel Bolomey, sur la façade du bâtiment dans lequel il est né, à l'actuelle place Pépinet n°19 de Lausanne.